# حجل أحمر الساقين
حجل أحمر الساق أو حَجَل أحمر (الاسم العلمي: Alectoris rufa) (بالإنجليزية: Red-legged Partridge)‏ هو طائر من الطرائد تحت فصيلة التدرجية من رتبة الدجاجيات، ويعرف أحيانا بأسم الحجل الفرنسي.